# François Simiand

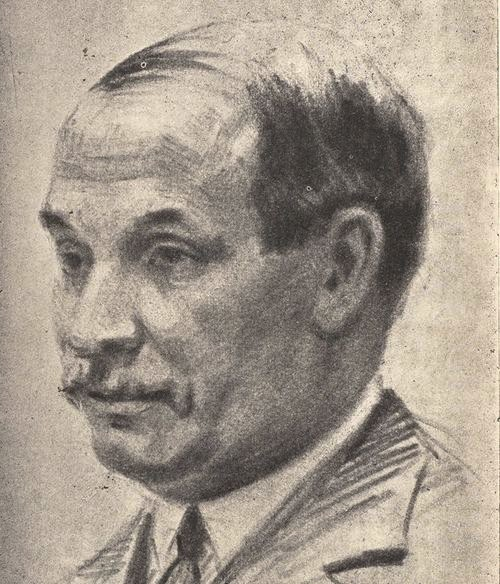
Porträt von François Simiand (1934)

François Simiand (* 18. April 1873 in Grières; † 13. April 1935 in Saint-Raphaël) war ein französischer Historiker der Wirtschafts- und Sozialgeschichte und Soziologe. 1932 wurde er Professor am Collège de France.

## Leben und Werk
Simiand besuchte das Lycée Henri IV (wo Henri Bergson sein Lehrer war) und studierte an der École normale supérieure mit dem Abschluss in Philosophie 1896 mit Bestnoten. Statt einer Promotion und einer akademischen Laufbahn studierte er danach Jura und schrieb seine Abschlussarbeit 1904 über Löhne französischer Bergleute im Kohle-Bergbau. Er wurde 1901 Bibliothekar im französischen Arbeitsministerium und lehrte Wirtschaft an der École pratique des hautes études. Außerdem wurde er um die Jahrhundertwende Mitarbeiter an den Année Sociologique von Émile Durkheim. Während des Ersten Weltkriegs war er im Rüstungsministerium und war danach ein Jahr Arbeitsdirektor für die Provinz Elsaß-Lothringen. Außerdem lehrte er ab 1919 als Professor am Conservatoire National des Arts et Métiers.
Simiand bemühte sich, die Wirtschaftsgeschichte und Soziologie in Frankreich auf eine strenge quantitative statistische Basis zu gründen. Er untersuchte die historische Entwicklung von Gehältern, Preisfluktuationen und Konjunkturzyklen.
Er gehörte 1898 zu den Unterzeichnern der Petition in Le Temps in der Dreyfuß-Affäre zugunsten von Dreyfuß.
1934 wurde er als assoziiertes Mitglied in die Königliche Akademie der Wissenschaften und Schönen Künste von Belgien aufgenommen.

## Schriften (Auswahl)
- La Méthode positive en science économique. PUF, Paris 1911.
- Le Salaire: l’evolution sociale et la monnaie. 3 Bände, Librairie Felix Alcan, Paris 1932.
- Recherches anciennes et nouvelles sur le mouvement général des prix du VXIe au XIXe siècle. Domat-Montclirctien, Paris 1932.
- Les Fluctuations économiques à longue période de la crise mondiale. 1933.
- La psychologie sociale des crises et les fluctuations économiques de courte durée. Félix Alcan, Paris 1937.